# Christian Beck (Fußballspieler)
Christian Beck (* 10. März 1988 in Erfurt) ist ein deutscher Fußballspieler. Der Mittelstürmer steht seit 2023 beim FSV Schöningen unter Vertrag und arbeitet parallel beim 1. FC Magdeburg im Bereich Marketing.

## Karriere
Von 1996 bis 2006 spielte Beck in den Jugendmannschaften des FC Rot-Weiß Erfurt. Ab 2006 wurde er sowohl für die Profimannschaft, als auch für die zweite Mannschaft der Erfurter eingesetzt. 2008 wurde er für ein Jahr in die Regionalliga an den Halleschen FC ausgeliehen. Beck kehrte 2009 nach Erfurt zurück und verließ 2010 endgültig den Verein. Er wechselte in die Oberliga Nordost zum Torgelower SV Greif. Im Sommer 2011 ging Beck zu Germania Halberstadt, wo er unter Chefcoach Andreas Petersen zum Top-Torjäger avancierte und blieb dort bis Juni 2012. Im Sommer 2012 stand Christian Beck vor einem Wechsel zu RB Leipzig. Dort wurde jedoch Peter Pacult durch Alexander Zorniger ersetzt, sodass der Wechsel nicht zu Stande kam und Beck bis Januar 2013 vereinslos blieb.
Im Januar 2013 verpflichtete ihn der 1. FC Magdeburg, für den Beck in der Rückrunde 2012/13 acht Tore in 16 Spielen erzielte. In Magdeburg traf er wieder auf Andreas Petersen, der Beck zum Top-Torjäger und Leistungsträger der Magdeburger aufbaute. Christian Beck holte in der Saison 2013/14 und Saison 2014/15 die Torjägerkanone in der Fußball-Regionalliga. Er gewann mit dem FCM zweimal den Sachsen-Anhalt-Pokal und schaffte am 31. Mai 2015 als Teil der Mannschaft im Rückspiel der Relegation gegen Kickers Offenbach den Aufstieg in die 3. Liga. Dort erzielte Beck in der Saison 2015/16 insgesamt 19 Ligatreffer und scheiterte mit dem FCM als Tabellenvierter nur knapp am Aufstieg in die 2. Bundesliga. In der folgenden Spielzeit 2016/17 wurde er mit 17 Ligatreffern Torschützenkönig der dritten Liga, mit Magdeburg belegte er erneut den vierten Platz. In der anschließenden Spielzeit 2017/18 stieg er mit dem FCM in die 2. Bundesliga auf. Mit 115 Punktspieltoren (Stand: 24. November 2019) ist Beck der dritterfolgreichste Torschütze in der Geschichte des 1. FC Magdeburg. Er war bis Januar 2021 Mannschaftskapitän. Sein Vertrag lief bis zum 30. Juni 2021. Am 10. Oktober 2021 wurde er als erster Spieler in der Geschichte des 1. FC Magdeburg mit einem Abschiedsspiel geehrt.
Beck wechselte zur Saison 2021/22 in die Regionalliga Nordost zum BFC Dynamo. Er kam in allen 38 Ligaspielen in der Startelf zum Einsatz und wurde mit 23 Toren Torschützenkönig. Der Verein wurde Meister, scheiterte aber in den Aufstiegsspielen zur 3. Liga am Nord-Meister VfB Oldenburg. Beck kam in beiden Spielen zum Einsatz, blieb jedoch torlos. 2023 wechselte er zum niedersächsischen Oberligisten FSV Schöningen.

## Erfolge und Auszeichnungen
Erfolge
- Meister der 3. Liga und Aufstieg in die 2. Bundesliga: 2018
- Aufstieg in die 3. Liga: 2015
- Meister der Regionalliga Nordost: 2015, 2022
- Meister der Oberliga Nordost (Staffel Nord): 2011
- Sachsen-Anhalt-Pokal-Sieger: 2013, 2014, 2017, 2018, 2021

Auszeichnungen
- Torschützenkönig
  - der 3. Liga: 2017
  - der Regionalliga Nordost: 2014, 2015, 2022
  - der A-Junioren-Bundesliga Nord/Nordost: 2007
- Torschütze des Monats: November 2017, Februar 2018

## Privates
Beck ist verheiratet und hat eine Tochter sowie einen Sohn. Er wohnt in Magdeburg.